# Селеук V Филометор
Селеук V Филометор (грчки: Σέλευκος Ε΄ ὁ Φιλομήτωρ; 126/125. п. н. е.) је био краљ хеленистичког Селеукидског краљевства од 126. до 125. године п. н. е.

## Биографија
Био је син Деметрија II и Клеопатре Тее, те је тако потицао од две хеленистичке владарске династије - Селеукида и Птолемејида. Пре него што је Антиох VII Сидет погинуо у борби са Парћанима (крај 129. године п. н. е.), партски краљ Фраат II ослободио је Селеуковог оца Деметрија, који је дошао у Сирију септембра 129. године п. н. е. Приморао је свог полубрата Антиоха IX да побегне у Кизик на Босфору. Клеопатра Теа се преудала за Деметрија и родила му два сина: Селеука и Антиоха VIII. Селеукова мајка Клеопатра организовала је убиство свог мужа Деметрија, након чега је мали Селеук дошао на престо, као очев најстарији син. Убрзо је, међутим, убијен од стране сопствене мајке, како преноси Апијан. Клеопатра потом преузима престо као регент своме другом сину, Антиоху VIII.